# Klaus Kinkel
Klaus Kinkel (17. prosince 1936 Metzingen – 4. března 2019 Sankt Augustin) byl německý právník, diplomat a politik za FDP.
Původně začal studovat medicínu, ale po dvou semestrech přestoupil na práva, která vystudoval na univerzitách v Tübingenu, Bonnu a Kolíně nad Rýnem. Po studiích začal pracovat na německém ministerstvu vnitra. V letech 1979 až 1982 řídil německou zpravodajskou službu BND. V 90. letech 20. století působil ve vládách Helmuta Kohla jako ministr zahraničí (1992–1998) a vicekancléř (1993–1998). Byl jedním z architektů Česko-německé deklarace o vzájemných vztazích a jejich budoucím rozvoji z roku 1997.